# Gustavo Sánchez (calciatore)
Luis Gustavo Sánchez Saucedo (Tantoyuca, 3 maggio 2000) è un calciatore messicano, difensore del Monterrey.

## Caratteristiche tecniche
È un difensore centrale.

## Carriera
Cresciuto nel settore giovanile del Monterrey, ha debuttato in prima squadra il 25 ottobre 2020 nell'incontro di prima divisione messicana vinto 2-1 contro il Mazatlán; il 16 aprile dell'anno successivo ha segnato il suo primo gol nell'incontro di CONCACAF Champions League vinto per 3-1 contro l'Atlético Pantoja; disputa poi una seconda partita in questa coppa, che viene vinta dal suo club. Rimane in rosa fino al 2023, giocando altre partite (6 totali nell'arco di tre stagioni) in prima divisione, alle quali aggiunge anche 32 presenze e 2 reti in seconda divisione con il Raya2.
Il 16 agosto 2023 è stato ceduto in prestito al Pachuca, altro club della prima divisione messicana, dove ha giocato per sei mesi prevalentemente con la formazione Under-21, giocando solamente un incontro ufficiale (in campionato) con la prima squadra; il 6 gennaio del 2024 è passato con la stessa formula al Mazatlán, trasferimento esteso anche alla stagione successiva, terminata la quale dopo complessive 2 reti in 37 presenze tra tutte le competizioni ufficiali ha fatto ritorno al Monterrey.

## Statistiche

### Presenze e reti nei club
Statistiche aggiornate al 9 luglio 2025.
| Stagione         | Squadra          | Campionato       | Campionato | Campionato | Coppe nazionali | Coppe nazionali | Coppe nazionali | Coppe continentali | Coppe continentali | Coppe continentali | Altre coppe | Altre coppe | Altre coppe | Totale | Totale | Totale |
| Stagione         | Squadra          | Comp             | Pres       | Reti       | Comp            | Pres            | Reti            | Comp               | Pres               | Reti               | Comp        | Pres        | Reti        | Pres   | Reti   |        |
| ---------------- | ---------------- | ---------------- | ---------- | ---------- | --------------- | --------------- | --------------- | ------------------ | ------------------ | ------------------ | ----------- | ----------- | ----------- | ------ | ------ | ------ |
| 2020-2021        | Monterrey        | LMX              | 3          | 0          | -               | -               | -               | CCL                | 2                  | 1                  | -           | -           | -           | 5      | 1      |        |
| 2021-2022        | Monterrey        | LMX              | 1          | 0          | -               | -               | -               | -                  | -                  | -                  | LC          | 0           | 0           | 1      | 0      |        |
| 2022-2023        | Monterrey        | LMX              | 2          | 0          | -               | -               | -               | -                  | -                  | -                  | -           | -           | -           | 2      | 0      |        |
| Totale Monterrey | Totale Monterrey | Totale Monterrey | 6          | 0          |                 | -               | -               |                    | 2                  | 1                  |             | 0           | 0           | 8      | 1      |        |
| 2021-2022        | Raya2            | EMX              | 19         | 1          | -               | -               | -               | -                  | -                  | -                  | -           | -           | -           | 19     | 1      |        |
| 2022-2023        | Raya2            | EMX              | 13         | 1          | -               | -               | -               | -                  | -                  | -                  | -           | -           | -           | 13     | 1      |        |
| Totale Raya2     | Totale Raya2     | Totale Raya2     | 32         | 2          |                 | -               | -               |                    | -                  | -                  |             | -           | -           | 32     | 2      |        |
| 2023-gen. 2024   | Pachuca          | LMX              | 1          | 0          | -               | -               | -               | -                  | -                  | -                  | LC          | 0           | 0           | 1      | 0      |        |
| gen.-giu. 2024   | Mazatlán         | LMX              | 6          | 0          | -               | -               | -               | -                  | -                  | -                  | LC          | 0           | 0           | 6      | 0      |        |
| 2024-2025        | Mazatlán         | LMX              | 26         | 2          | -               | -               | -               | -                  | -                  | -                  | LC          | 5           | 0           | 31     | 2      |        |
| Totale Mazatlán  | Totale Mazatlán  | Totale Mazatlán  | 32         | 2          |                 | 0               | 0               |                    | -                  | -                  |             | 5           | 0           | 37     | 2      |        |
| Totale carriera  | Totale carriera  | Totale carriera  | 71         | 4          |                 | 0               | 0               |                    | 2                  | 1                  |             | 5           | 0           | 78     | 5      |        |

## Palmarès

### Club

#### Competizioni internazionali
- CONCACAF Champions League: 1

Monterrey: 2021